# Stadio comunale (Monselice)
Lo stadio comunale di Monselice è un impianto di calcio di Monselice, in provincia di Padova.

## Storia
Lo stadio ha ospitato le partite casalinghe del Monselice fino al 2012 anno dello scioglimento della società. Nel 2014 è tornato ad ospitare le partite casalinghe del Monselice.
In particolare nel periodo dal 1978 al 1983 ha ospitato il Monselice in Serie C2 e il derby con il Padova dal 1979 al 1982.

## Galleria d'immagini

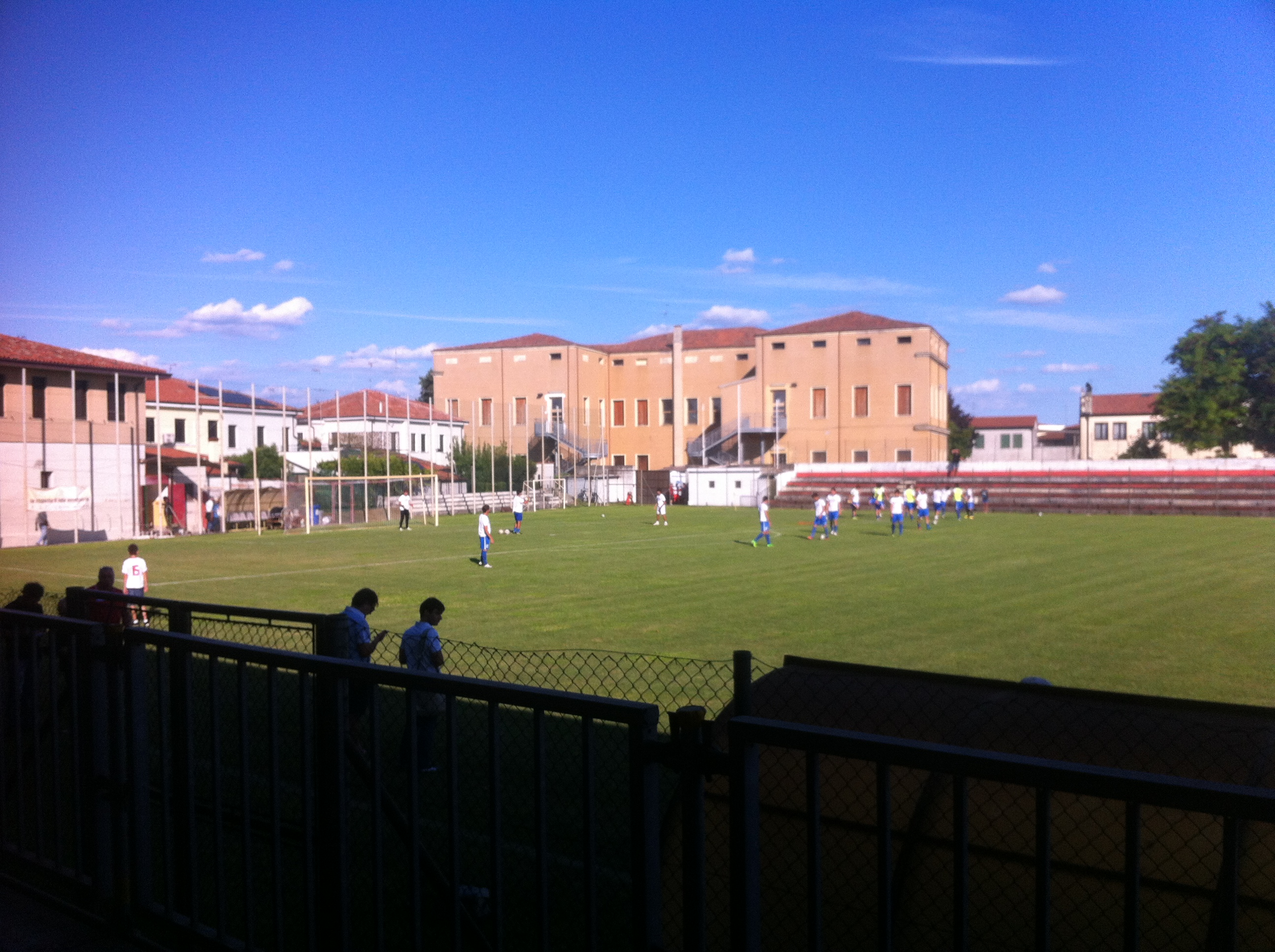
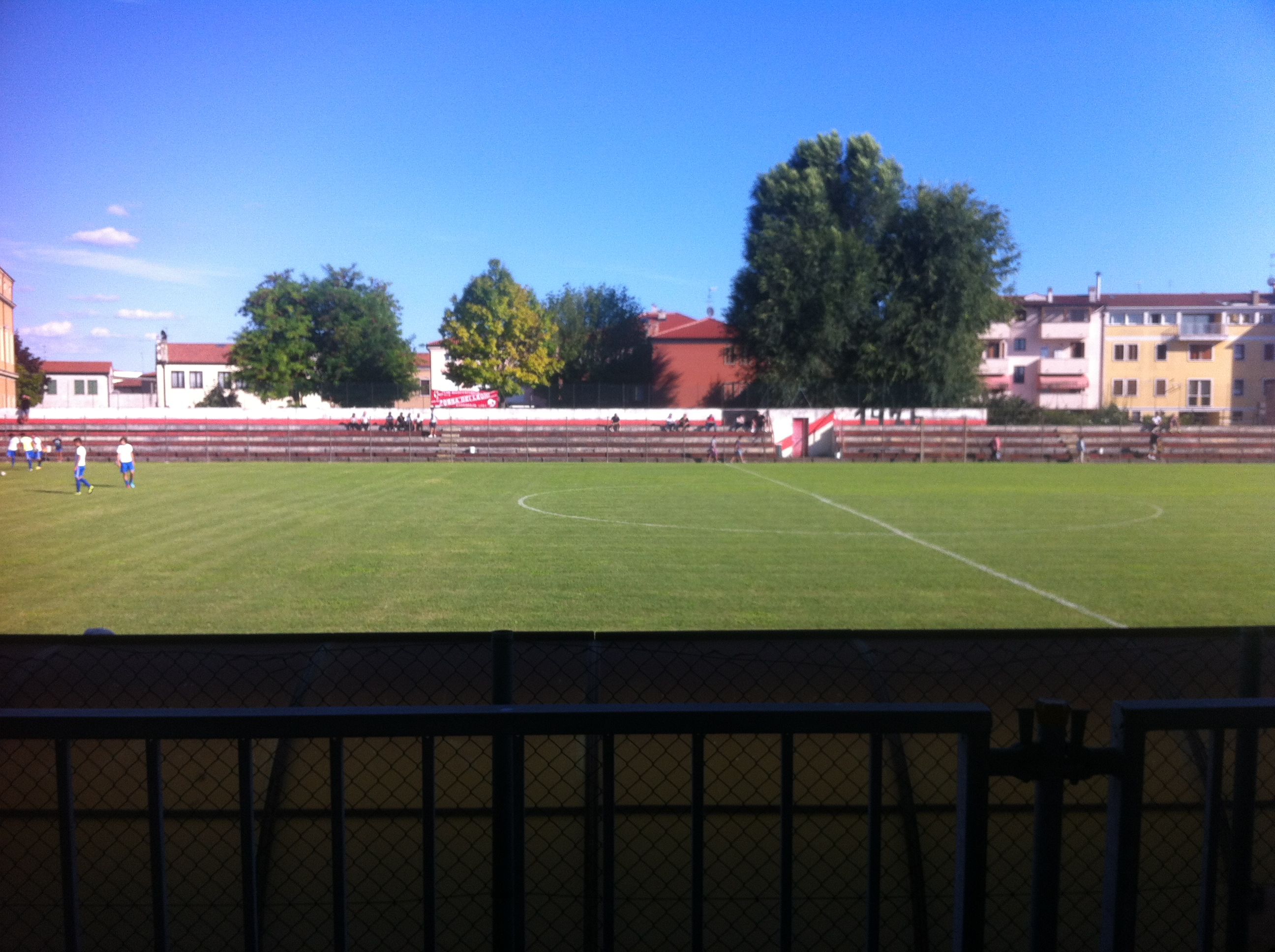
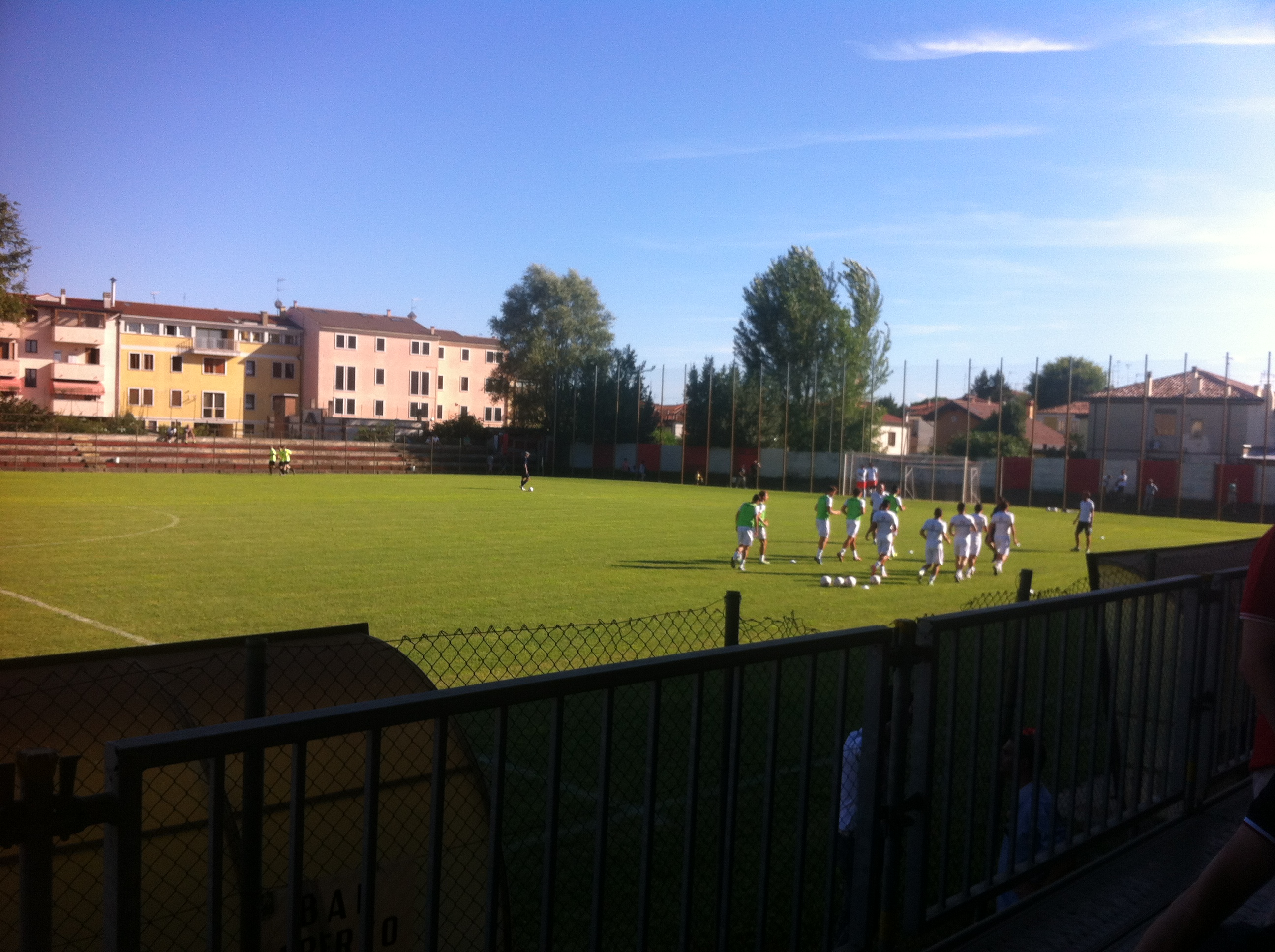